# 林利斯戈和東福爾柯克 (英國國會選區)
林利斯戈和東福爾柯克（英語：Linlithgow and East Falkirk），英國國會蘇格蘭一郡選區，包括福爾柯克東部和西洛錫安一部。選區始創於2005年。
選區恢復後當區議員為工黨的米高·科納蒂。他在2010年大選中以49.8%選票連任。五年後選區落入蘇格蘭民族黨至今。